# Höskrindan (Bosch)
Höskrindan är en triptyk utförd med oljefärg av den nederländske konstnären Hieronymus Bosch. Den är daterad till 1512–1515 och ingår i Pradomuseets samlingar i Madrid. En samtida kopia, troligen utförd i Boschs ateljé, är utställd på El Escorial utanför Madrid. 
I målningar som Yttersta domen, Lustarnas trädgård och Höskrindan skildrade Bosch de fasansfulla följderna av ett syndigt och lastbart liv. Höskrindan är en triptyk och har tidigare utgjort ett altarskåp där även flygeldörrarnas utsida har varit bemålade. De tre panelerna på insidan skildrar Boschs pessimistiska syn på människans villkor och dröjer vid syndens triumf. Den vänstra panelen föreställer syndafallet, den första synden när Adam och Eva äter frukten från kunskapens träd. I bildens nederdel syns hur de fördrivs ut ur Edens lustgård av en svärdbeväpnad ärkeängel. Corpus, det vill säga mittpanelen, visar en tungt lastad hövagn som symboliserar livets frestelser. Vagnen dras av djävlar mot helvetet som skildras i högerpanelen. Bilderna myllrar av monstruösa missfoster, blandväsen av människor, djur och döda ting.   
Skåpets exteriörmålning, som syns när skåpet är stängt, visar en färglagd version av grisaillemålningen Livets stråt som är utställd på Museum Boijmans Van Beuningen i Rotterdam. Det finns vissa skillnader mellan målningarna; i Madridversionens bakgrund skildras hur några stråtrövare överfaller en resande och i horisonten en galge. I de båda målningarnas förgrund syns en sliten vandringsman som med en käpp stöter bort en morrande hund.

## Bildgalleri

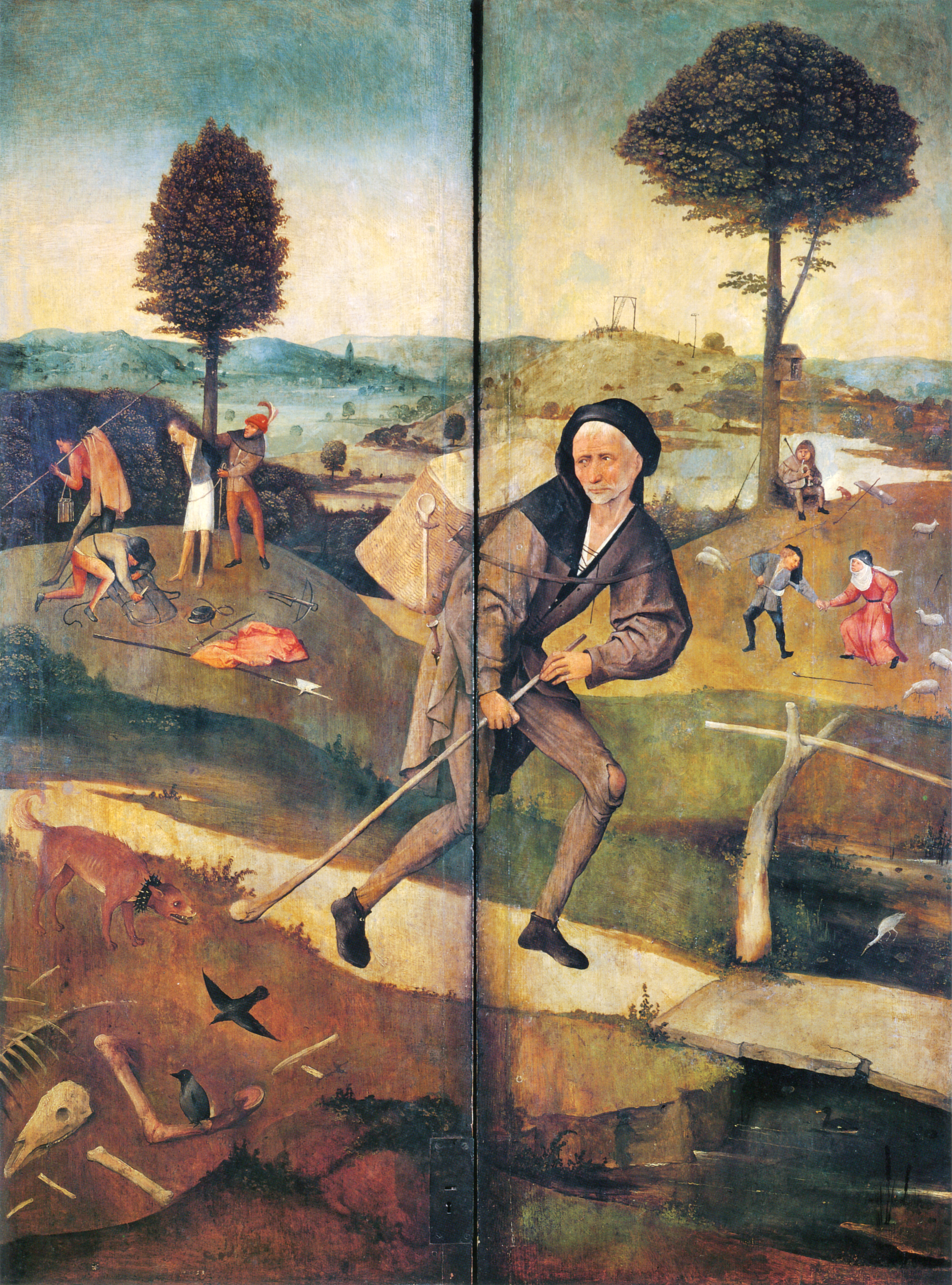
Livets stråt på altarskåpets utsida (135 x 90 cm).
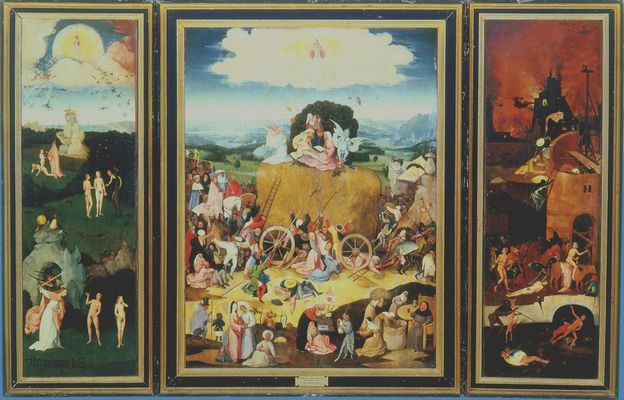
En samtida kopia, troligen utförd i Boschs ateljé, är utställd på El Escorial.